# De Unga
De Unga (pol. Młodzi) – ugrupowanie malarzy szwedzkich, założone jesienią 1907 roku w Sztokholmie przez malarzy-uczniów trzeciej szkoły związku artystów Konstnärsförbundet, szkoły Zahrtmanna w Kopenhadze i Akademii Colarossiego w Paryżu. Liderem ugrupowania i jego przewodniczącym był Birger Simonsson. Grupę tworzyli: Ture Ander, Gregori Aminoff, Carl Ryd, Arvid Nilsson, Tor Bjurström, Gabriel Burmeister, Arthur Carlson-Percy, Isaac Grünewald, Knut Jansson, August Lundberg i Gösta Sandels. Grupa przetrwała do jesieni 1911 roku, kiedy to niektórzy jej członkowie utworzyli kolejne ugrupowanie, De åtta.

## Historia

### Początki
W 1908 roku związek artystów Konstnärsförbundet zamknął swoją trzecią szkołę. Rezygnacja z nauczania spowodowana została brakiem uczniów. Młodzi szwedzcy artyści woleli wtedy wyjeżdżać do Paryża, który był źródłem nowych prądów artystycznych. Wyjechała tam cała generacja francuskich artystów. Dodatkowym czynnikiem, który ich przyciągał, były francuskie muzea i znajdujące się w nich bogate zbiory sztuki. Jednym z pierwszych artystów nowego pokolenia, którzy udali się do Paryża, był Birger Simonsson, członek Konstnärsförbundet i uczeń szkoły Kristiana Zahrtmanna w Kopenhadze. Wyjechał on w 1906 roku do Francji, żeby odwiedzić swego kolegę, norweskiego malarza Henrika Sørensena. Obaj uczęszczali razem do Akademii Colarossiego. W Paryżu Simonsson zetknął się po raz pierwszy ze sztuką van Gogha, Cézanne'a i Matisse'a. Jesienią 1907 roku, po powrocie do Sztokholmu, wystąpił z inicjatywą zorganizowania stowarzyszenia młodych artystów, De Unga. W większych szwedzkich gazetach pojawiły się informacje, iż powstało nowe stowarzyszenie artystyczne, złożone z malarzy-uczniów trzeciej szkoły związku artystów Konstnärsförbundet, szkoły Zahrtmanna w Kopenhadze i paryskiej Akademii Colarossiego. Przewodniczącym ugrupowania został Birger Simonsson. Grupę tworzyli: Ture Ander (wiceprzewodniczący), Gregori Aminoff (sekretarz), Carl Ryd (skarbnik), Arvid Nilsson (członek zarządu) oraz Tor Bjurström, Gabriel Burmeister, Arthur Carlson-Percy, Isaac Grünewald, Knut Jansson, August Lundberg i Gösta Sandels. Ugrupowanie zaplanowało wystawę własnych prac. Z czasem w grupie pojawili się nowi artyści: Leander Engström, Sigfrid Ullman, Gunnar Lundh i Ivar Johnsson, odszedł natomiast August Lundberg. W 1908 roku wielu młodych artystów (między innymi Grünewald, Einar Jolin, Bjurström i Engström) wyjechało do Paryża. 

### Wystawy

#### I wystawa
3 marca 1909 roku w Hallins konsthandel przy Drottninggatan 25 w Sztokholmie otwarta została I wystawa malarzy De Unga. Wzięli w niej udział: Tor Bjurström, Arthur Carlson-Percy, Leander Engström, Isaac Grünewald, Carl Ryd, Gunnar Lundh, Gregori Aminoff, Ture Ander, Gabriel Burmeister, Knut Jansson, Arvid Nilsson, Gösta Sandels, Birger Simonsson, Sigfrid Ullman i Ivar Johnsson. Wystawę tę uważano generalnie za przełomową w nowoczesnej sztuce szwedzkiej. Krytyk sztuki August Brunius nazwał biorących w niej udział artystów „mężczyznami roku 1909” („1909 års män”). Wielu artystów wchodzących w skład De Unga (Carl Palme, Arthur Carlson-Percy, Leander Engström, Isaac Grünewald, Birger Simonsson i Tor Bjurström) było w tym czasie uczniami paryskiej Akademii Matisse'a. Inni, jak Carl Ryd, reprezentowali linię tradycyjną, podziwiając malarstwo Gustave'a Courbeta i Ernsta Josephsona. 

#### II wystawa
3 kwietnia 1910 roku miała miejsce II wystawa De Unga. Wzięli w niej udział: Gregori Aminoff, Ture Ander, Arthur Carlson-Percy, Leander Engström, Isaac Grünewald, Knut Jansson, Arvid Nilsson, Carl Ryd, Gösta Sandels, Birger Simonsson, Sigfrid Ullman, Edward Hald, Albert Hoffsten, Einar Nerman, Gadde Strandberg, Arthur Sahlén i (poza katalogiem) Tor Bjurström. Wystawa okazała się sukcesem w oczach zwiedzających, natomiast wielu krytyków potraktowało ją jako artystyczne oszustwo. Jedynym obrońcą był August Brunius, ale nawet i on miał zastrzeżenia do niektórych prac. 

#### III wystawa
9 maja 1911 roku miała miejsce III wystawa De Unga, jednak nie wzbudziła ona już takiego zainteresowania, jak poprzednia. Udział w wystawie wzięli: Gregori Aminoff, Ture Ander, Tor Bjurström, Arthur Carlson-Percy, Leander Engström, Isaac Grünewald, Albert Hoffsten Knut Jansson, Hadar Jönzen, Gunnar Lundh, Arvid Nilsson, Carl Ryd, Gösta Sandels, Birger Simonsson, Sigfrid Ullman, Edward Hald, Erik Gustaf Lindwall i Einar Nerman. Choć głosy krytyki były podobne jak poprzednio, to stało się jasne, iż malarzy wchodzących w skład De Unga traktować należy jako orędowników sztuki przyszłości. 

### Rozpad ugrupowania
Ponieważ członkowie ugrupowania reprezentowali różne orientacje, pojawiły się między nimi sprzeczności; do spoistości grupy nie przyczyniała się też dominująca w niej pozycja Isaaca Grünewalda. Grupa przestała istnieć, a jesienią 1911 w Paryżu niektórzy spośród jej członków założyli nowe ugrupowanie artystyczne, De åtta (Ośmiu). W jego skład weszli: Tor Bjurström, Leander Engström, Isaac Grünewald, Albert Hoffsten, Sigrid Hjertén i Einar Jolin. Wkrótce potem grupę opuścił Hoffsten a dołączyli do niej: August Lundberg, Gösta Sandels i Nils Dardel. Debiut wystawienniczy grupy miał miejsce w 1912 roku.